# Convento e chiesa di Santa Lucia alla Castellina
Il convento e la chiesa di Santa Lucia alla Castellina si trova sulla collina di Quinto Fiorentino, presso Sesto Fiorentino in provincia di Firenze, diocesi della medesima città.

## Storia e descrizione
Il convento nasce come «vicariato dei carmelitani della congregazione di Mantova in una villa donata dalla famiglia Boni», edificato agli inizi del XVI secolo e ristrutturato intorno al 1640; conserva un ricco patrimonio artistico. La chiesa del 1626-27 è un integro ed elegante esempio di barocco, ricca di affreschi, decorazioni, stucchi (di Carlo Marcellini), ove si sono conservati anche i confessionali in noce intagliato (1712).
L'opera di maggior rilievo è l'Assunta col Bambino e santi del Volterrano (1682), collocata nel coro. Altre opere notevoli sono i Funerali di sant'Alberto di Orazio Fidani (1645), la Flagellazione di Bartolomeo Salvestrini (1626), l'Orazione nell'orto di Jacopo Vignali (1626) e alcune opere di Vincenzo Meucci: la Madonna del Rosario (1731), i Santi Andrea Corsini e Maria Maddalena dei Pazzi con angeli (1749), e le figure dipinte ad affresco (1749) che circondano un bel Crocifisso ligneo del XVI secolo.